# Myrmekit
Myrmekit ist ein mikroskopisch dimensioniertes Wachstum von wurmförmigem Quarz im Plagioklas. Der Durchmesser der wurmartigen Quarzstängel oder Quarzröhren bewegt sich meist weit unter einem Millimeter. Diese Verwachsungsstruktur des Myrmekits mit Plagioklas befindet sich gewöhnlich in Kontakt mit Alkalifeldspat. Myrmekit bildet sich unter metasomatischen Bedingungen im Zusammenspiel mit tektonischen Deformationen. Er sollte auf keinen Fall mit mikrographischen Verwachsungen wie Schriftgranit oder mit granophyrischen Verwachsungen verwechselt werden, da diese magmatischen Ursprungs sind.

## Etymologie
Die Bezeichnung Myrmekit leitet sich vom Griechischen μὑρμηχἰα (Warze) oder von μὑρμηξ (Ameise) ab. Sie wurde 1899 von Jakob Johannes Sederholm in einer wissenschaftlichen Beschreibung dieser Struktur zum ersten Mal verwendet.

## Entstehung
Insgesamt lassen sich vier verschiedene Entstehungsweisen für Myrmekit unterscheiden:
- Kaliummetasomatose an primären, zoniert gebauten Plagioklasen
- Kalziummetasomatose an primären, Albit-reichen Plagioklasen (in Anorthositen)
- Natrium- und Kalziummetasomatose an primären Alkalifeldspäten
- Kalzium- und Natriumabfuhr aus kataklastisch beanspruchten, primären, zoniert gebauten Plagioklasen

Der letzte Modus wurde erst kürzlich (2018) von Lorence G. Collins beschrieben.

### Bildung von Myrmekit während der Kaliummetasomatose
Während der Kaliummetasomatose können sich unterschiedliche Myrmekittypen bilden:
- Randmyrmekit
- Warzenmyrmekit
- Geistermyrmekit

#### Randmyrmekit

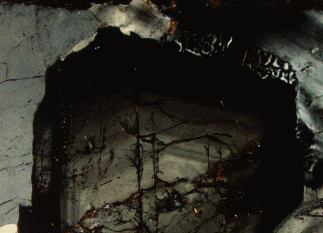
Randmyrmekit auf zoniertem Plagioklas umgeben von interstitiellem Mikroklin (grau und schwarz)

Randmyrmekit, engl. rim myrmekite, entsteht während des Anfangsstadiums der Kaliummetasomatose in kataklastisch relativ schwach verformten Magmatiten. Die Brüche setzen hauptsächlich an den Korngrenzen an. Dies ermöglicht es beispielsweise der Kaliummetasomatose mit heißen Kaliumlösungen in die Ränder zonierter Plagioklaskristalle einzudringen. Als Folgeerscheinung bildet sich Randmyrmekit auf dem Plagioklaskristall sowie interstitieller Alkalifeldspat. Aufgrund des geringen Anorthit-Gehaltes der Plagioklasränder sind die Quarzstängel nur sehr dünn.
Die chemischen Veränderungen bleiben in diesem Stadium auf den Submillimeterbereich beschränkt und sind daher relativ gering. Es bestehen aber Übergänge zum nächstfolgenden Stadium des Warzenmyrmekits.
Beispiele für Randmyrmekit finden sich in Plutonen der Sierra Nevada.

#### Warzenmyrmekit

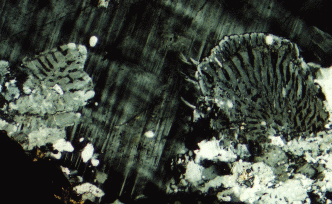
Warzenmyrmekit in einem Megakristall-führenden Quarzmonzonit aus Twentynine Palms, Kalifornien

Mit steigenden tektonischen Spannungen wird auch die Kataklasis intensiviert. Brüche können sich jetzt bis ins Kristallinnere ausbreiten und Kristalle können verbogen werden. Folglich kann auch die Kaliummetasomatose weiter voranschreiten. Es kommt schließlich zu einer fast vollständigen bis vollständigen Verdrängung des Plagioklas durch Alkalifeldspat. An Stellen mit unvollständiger Verdrängung bildet sich Warzenmyrmekit (engl. wartlike myrmekite).
Es bestehen Übergänge zwischen Gesteinen die nur Randmyrmekit führen zu solchen mit gleichzeitig Randmyrmekit und Warzenmyrmekt und schließlich zu solchen allein mit Warzenmyrmekit. Eine ausgesprochen wichtige Beobachtung liegt in der Korrelation von Quarzstängeldicke (Durchmesser der wurmförmigen Röhren) und Kalziumgehalt des ursprünglichen Plagioklases im unveränderten magmatischen Ausgangsgestein. Die dicksten Stängel treten hierbei in Gesteinen mit dem höchsten Kalziumgehalt im Plagioklas auf.
Ein Beispiel für das Auftreten von Warzenmyrmekit ist der Quarz-Monzonit von Twentynine Palms in Kalifornien.

#### Geistermyrmekit

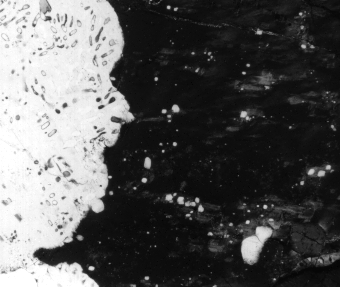
Geistermyrmekit im Rubidoux-Mountain-Leukogranit in Kalifornien

Dies ist der dritte Typus von Quarz-Plagioklasverwachsungen während der Kaliummetasomatose in Granitoiden. Auch dieser Typus ist auf tektonische Verformungen angewiesen. Bei ihm kommt es zu einer unausgewogenen Abfuhr von Kalzium, Natrium und Aluminium aus dem verformten Plagioklasgitter. Dies erzeugt seinerseits ein Ungleichgewicht im Relativverhältnis des zurückbleibenden Aluminium und Silizium. Es kommt zu einem Überschuss an Silizium, das von dem den Plagioklas verdrängenden Alkalifeldspat nicht in die Kristallstruktur eingebaut werden kann. Dieser Siliziumüberschuss bildet dann seinerseits den Geistermyrmekit (engl. ghost myrmekite) – es entstehen entweder winzige Quarzovoide in übriggebliebenen Albitinseln im Alkalifeldspat oder unabhängige, gruppenförmig angeordnete Quarzovoide (ohne Albitinseln) im Alkalifeldspat (siehe nebenstehende Abbildung zur Verdeutlichung).
Der Rubidoux-Mountain-Leukogranit und mehrere Granodiorite in der Sierra Nevada besitzen diese Struktur.

### Bildung von Myrmekit während der Kalziummetasomatose

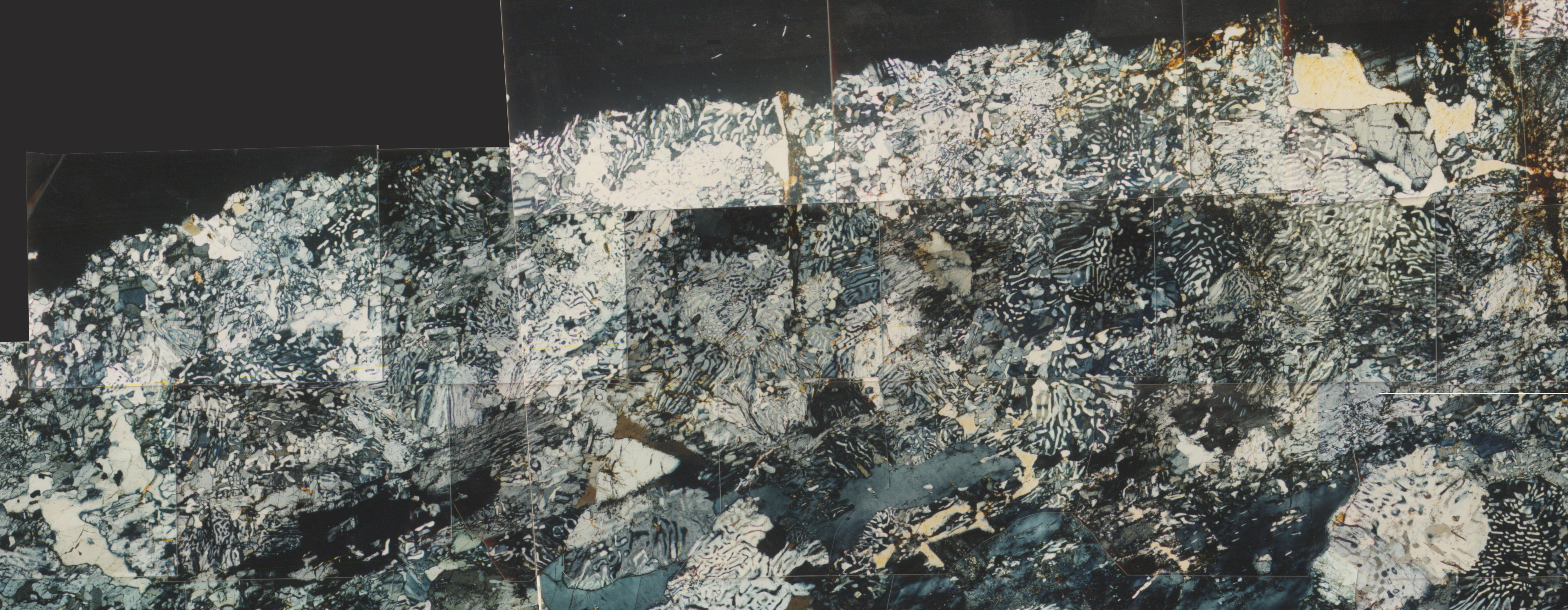
Spektakulärer Myrmekit von Alastaro, Finnland

Auch während der Kalziummetasomatose kommt es unter verschiedenen Umständen zur Bildung von Myrmekit:
- Kalziummetasomatose von deformiertem Alkalifeldspat in Magmatiten
- Kalziummetasomatose von deformiertem Alkalifeldspat in Charnockiten
- Kalziummetasomatose von deformiertem Plagioklas in Anorthositen

#### Kalziummetasomatose von deformiertem Alkalifeldspat in Magmatiten

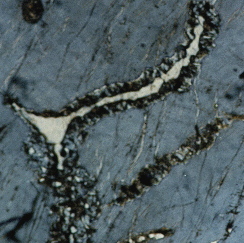
Risse in Alkalifeldspat, verfüllt mit zentralem Quarz und randlichem Myrmekit während der Kalziummetasomatose

Bei diesem Metasomatosetypus dringen heiße, kalziumhaltige Lösungen durch tektonisch verursachte Risse in den primären Alkalifeldspat ein und reagieren mit dem Kristallgitter. Dadurch bildet sich zentraler Quarz und randlicher Myrmekit in den Rissen. Diese Verdrängungsreaktionen können große Teile des primären Alkalifeldspats erfassen (bis über 60 %). Ein bezeichnendes Merkmal für diesen Typus ist die konstante Dicke der Quarzröhren; bei der Kaliummetasomatose hingegen ist die Dicke vom Kalziumgehalt des Plagioklases abhängig, außerdem biegen sich die Röhren zum Alkalifeldspat hin.
Als Beispiel für diesen Metasomatosetyp lässt sich der Megakristall-führende Granit bei Alastaro in Finland erwähnen.

#### Kalziummetasomatose von deformiertem Alkalifeldspat in Charnockiten
Der Vorgang ist derselbe wie zuvor, der Unterschied liegt in den Ausgangsgesteinen, auf welche die Kalziumlösungen einwirken. Charnockite unterscheiden sich von gewöhnlichen Granitoiden durch das Auftreten von Orthopyroxen (Hypersthen) und sind oft auch metamorphen Ursprungs oder metamorph überprägt.
Beispiele finden sich in Sri Lanka.

#### Kalziummetasomatose von deformiertem Plagioklas in Anorthositen
Anorthosite besitzen praktisch so gut wie keinen Alkalifeldspat, deshalb wird bei diesem Typus der Plagioklas anstelle des Alkalifeldspats von den Kalziumlösungen angegriffen. Der resultierende Myrmekit hat ebenfalls Stängel von konstanter Dicke. Im Unterschied zum ersten Typus können sich die Quarzstängel jedoch zum primären, quarzfreien Plagioklas neigen. Dieses Verhalten findet eine Erklärung im gleichzeitigen Einbau von Natrium, welcher einen erhöhten SiO2-Gehalt im Feldspatgitter nach sich zieht.
Beispiele finden sich in Anorthositen der so genannten «layered igneous complexes» (Lagige Intrusivkörper).

### Bildung von Myrmekit während der Natrium-Kalzium-Metasomatose

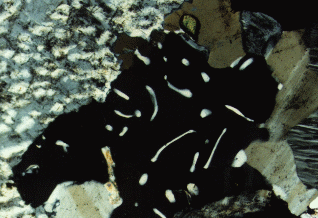
Myrmekit ersetzt Alkalifeldspatperthit während der Natrium-Kalzium-Metasomatose, der wurmförmige Quarz ist unregelmäßig ausgebildet. Lyon Mountain Granitgneis, Ausable Forks, New York

In ihrer ersten Variante wirkt diese Metasomatose nur auf Gesteinseinschlüsse in Granitoiden ein. Heiße natriumreiche, aus dem Wirtsgestein stammende  Flüssigkeiten im Temperaturbereich von 450 °C bis 650 °C reagieren mit dem Alkalifeldspat in den Einschlüssen unter Bildung von Myrmekit. Während dieses Vorgangs kommt es zu einer Ausgleichsreaktion (Reäquilibrierung) mit den an Natrium ärmeren Plagioklasen in den Einschlüssen. Als Folgeerscheinung wird Kalzium im Plagioklas frei, welches jetzt seinerseits unter Bildung von Myrmekit auf den Alkalifeldspat einwirken kann. Im Grunde genommen ist dieser Vorgang mit der weiter oben beschriebenen Kalziummetasomatose von deformierten Alkalifeldspäten vergleichbar, nur dass in diesem Fall die natriumhaltigen Lösungen als Reaktionsauslöser fungieren.
Als Beispiel für diesen Metasomatosetypus dient der Velay-Granit im nordöstlichen Massif Central.
Bei der zweiten Variante reagieren Natrium und Kalzium im Verbund. Der primäre Alkalifeldspat (perthitischer und gewöhnlicher Mikroklin) wird dabei ersetzt, es entsteht Plagioklas (Albit oder Oligoklas) und an manchen Stellen auch Myrmekit. Der Myrmekit ist diesmal nicht wurmförmig und auch nicht gebogen, er bleibt vielmehr auf das Innere des Plagioklas beschränkt und besteht aus unregelmäßigen Spindeln, Ovalen und bogenförmigen Strukturen.
Kalzium muss in ausreichenden Mengen vorhanden sein, damit dieser Prozess ablaufen kann. Nur so wird die Entstehung eines relativ kalziumreichen Plagioklases ermöglicht, der dann seinerseits genügend SiO2 für die Myrmekitbildung zur Verfügung stellen kann. Ist nur Natrium vorhanden, so kommt es zu keiner Myrmekitbildung.
Ein Beispiel für diesen Prozess ist im Lyon-Mountain-Granitgneis bei Ausable Forks im Bundesstaat New York zu finden.

## Bildung von Myrmekit unter fortschreitender Deformation
Im Verlauf der voranschreitenden Verformung in mylonitischen, duktilen Scherzonen konzentriert sich Myrmekit gewöhnlich im Randbereich von sigmoidalen Alkalifeldspatkristallen. Er tritt dabei gehäuft in den beiden unter Spannung (d. h. Verkürzung) stehenden Sektoren auf. Simpson und Wintsch (1989) erklären diese asymmetrische Anordnung von Myrmekit mit einer Auflösungsreaktion des Alkalifeldspates, welche während der retrograden Metamorphose vorzugsweise an Stellen mit hoher Differentialspannung erfolgt. Aber nicht nur an den Alkalifeldspataugen, sondern auch im Myrmekit ist intern eine monokline Symmetrie zu beobachten. Letztere kann unabhängig von den Alkalifeldspataugen dann ebenfalls als Indikator für den Schersinn verwendet werden. Der asymmetrisch angeordnete Myrmekit ist folglich eine sogenannte Quadrantenstruktur (engl. quarter structure).
Für Lorence G. Collins ist jedoch der Alkalifeldspat nicht primären, magmatischen Ursprungs, sondern durch eine metasomatische Verdrängungsreaktion des primären Plagioklases entstanden (Kalium-Metasomatose im Gegensatz zu der von Simpson und Wintsch ins Feld geführten Natrium-Kalzium-Metasomatose). Für ihn reicht somit das eigentliche Deformationsgeschehen wesentlich weiter zurück als unmittelbar ersichtlich ist. Eine weitere Schlussfolgerung ist daher, dass die Mylonite der Scherzone aus ursprünglichen Magmatiten hervorgegangen sind.

## Erklärungen zur Genese
Myrmekitische Verwachsungen finden unter Petrologen unterschiedliche Erklärungen:
- Castle & Lindsley versuchen sie mit einem so genannten «exsolution silica-pump model» zu interpretieren.[8] Dieses Modell beruht auf chemischer Entmischung während der Abkühlung. Demzufolge hat sich Plagioklas vom Alkalifeldspat entmischt, als Quarz noch mobil war. Die Gegenwart von Magma für die Bildung von Myrmekit ist ihrer Ansicht nach nicht erforderlich.
- L. G. Collins erklärt Myrmekit rein metasomatisch, d. h. die Entstehung fand unterhalb des Eutektikums statt:
  - Durch einen Austausch von tektonisch verformtem, primären Plagioklas mit sekundärem Kalifeldspat während eines kaliumbetonten Metasomatosevorgangs.
  - Durch mehrere Ca- und Na-Ca-Metasomatosetypen, die hauptsächlich auf tektonisch verformten, primären Alkalifeldspat einwirken; eine Ausnahme stellt hierbei die metasomatische Veränderung von Anorthositen dar, bei denen primärer Plagioklas ersetzt wird.[9]

## Vorkommen
Myrmekit kann in sehr vielen Gesteinen unterschiedlicher Herkunft auftreten. Gewöhnlich wird er in Granitoiden und ähnlichen magmatischen Gesteinen wie Diorit und Gabbro angetroffen. Auch in metamorphen Gesteinen kommt er vor, beispielsweise in Gneisen granitischer Zusammensetzung, in Anorthositen und in den orthopyroxenreichen Charnockiten.

### Beispiele
- Australien:
  - Broken Hill
  - Lachlan-Faltengürtel in New South Wales
    - Cooma-Granitkomplex  – Silur, 435 bis 423 Millionen Jahre BP
    - Wologorong-Batholith.
- China:
  - Langshan-Granit, Innere Mongolei
  - Lantian-Granit, Shaanxi
  - Liudaogou-Granit, Fengming, Hebei
- Deutschland:
  - Hailbach-Gneis im Spessart – Unterdevon, 410 Millionen Jahre BP[10]
  - Mitterteich-Granit in der Oberpfalz – Oberkarbon, 310 Millionen Jahre BP
  - Tittling-Granit im Bayerischen Wald – Oberkarbon, 324 bis 321 Millionen Jahre BP
  - Zweiglimmergranit des Fürstensteiner Intrusivkomplexes im Bayerischen Wald
- Finnland:
  - Alastaro-Granit bei Alastaro
- Frankreich:
  - Ax-Granit in der nördlichen Axialzone der Pyrenäen – Oberkarbon, 301 Millionen Jahre BP
  - Estivaux-Granit in der Thiviers-Payzac-Einheit – Unterkarbon, 346 Millionen Jahre BP
  - Velay-Granit im nordöstlichen Massif Central
- Griechenland:
  - Maronia-Pluton, Ostmakedonien und Thrakien
- Iran:
  - Ghooshchi-Granit und Nachbargesteine, West-Aserbaidschan
- Italien:
  - Zinsnock (Cima di Vila)
- Österreich:
  - Karawanken-Granitpluton – Mittlere Trias, 221 Millionen Jahre BP. Myrmekit tritt im Monzonit und im Biotitgranit auf.
  - Karawanken-Tonalitpluton – Oligozän, 28 Millionen Jahre BP
- Slowakei:
  - Ältere Granite (Orthogneise) der Hohen Tatra südlich von Rohác – Unterdevon, 405 Millionen Jahre BP, metamorphosiert im Unterkarbon, 363 bis 347 Millionen Jahre BP
- Spanien:
  - Corredoiras-Orthogneis, allochthoner Ordenes-Komplex in Galicien – metamorphosiert im Unterdevon, 406 bis 385 Millionen Jahre BP
- Vereinigte Staaten von Amerika:
  - Kalifornien:
    - La Quinta-Quarzdiorit in den San Jacinto Mountains
    - Rubidoux-Mountain-Leukogranit in der Sierra Nevada
    - Twentnine-Palms-Quarzmonzonit bei Twentynine Palms
    - Woodson-Mountain-Granodiorit bei Temecula, Peninsular Ranges Batholith – Unterkreide (Albium), 105 Millionen Jahre BP

  - Massachusetts:
    - Cape-Ann-Granit bei Cape Ann – Silur, 435 bis 415 Millionen Jahre BP

  - New York:
    - Lyon-Mountain-Granitgneis bei Ausable Forks